# 遂平公主
遂平公主，名朱徽婧（1611年—1633年2月8日），明朝公主，明光宗第七女，母亲是傅懿妃。
天启七年，公主下嫁于齊贊元。生有四个女儿。崇祯六年正月初一日病薨。齊贊元在崇祯末年尚存，逃奔南京。